# Z-HARD
『Z-HARD』（ジ・ハード）は、日本のヴィジュアル系ロックバンド・Janne Da Arcが2001年2月28日にmotorodから発売したメジャー2枚目のオリジナルアルバムである。

## 内容
- 5thシングル「will 〜地図にない場所〜」から7thシングル「Dry?」までの3曲と、後にシングルカットされる8thシングル「NEO VENUS」を含む他8曲を収録(1曲目の「Nightmare」はインストゥルメンタル)。
- 初回盤はスネイクスキン・スリーブジャケット仕様。

## 逸話
- 1ヶ月前に発売の告知があった際には、まだ3曲しかレコーディングが終わっていなかった。そのため残りの曲をすべて1ヶ月でレコーディングしなければならなかった。メンバー曰く「一番大変な思いをした作品」。

## 収録曲
| #         | タイトル                               | 作詞        | 作曲      | 編曲                              | 時間  |
| --------- | -------------------------------------- | ----------- | --------- | --------------------------------- | ----- |
| 1.        | 「Nightmare」                          |             | yasu      | yasu、成田忍                      | 0:53  |
| 2.        | 「-救世主 メシア-」                    | yasu        | yasu      | yasu、Janne Da Arc、成田忍        | 4:42  |
| 3.        | 「prism」                              | kiyo        | kiyo      | kiyo、Janne Da Arc、成田忍        | 3:40  |
| 4.        | 「Dry? (Album Mix)」                   | yasu        | yasu      | yasu、Janne Da Arc、秦野猛行      | 3:56  |
| 5.        | 「7-seven-」                           | yasu        | yasu      | yasu、Janne Da Arc、秦野猛行      | 4:11  |
| 6.        | 「NEO VENUS」                          | yasu        | kiyo      | kiyo、Janne Da Arc、成田忍        | 4:34  |
| 7.        | 「will〜地図にない場所〜 (Album Mix)」 | yasu        | yasu      | yasu、Janne Da Arc、秦野猛行      | 6:10  |
| 8.        | 「WARNING」                            | kiyo、yasu  | kiyo、you | kiyo、you、Janne Da Arc、明石昌夫 | 4:13  |
| 9.        | 「Liar」                               | yasu、shuji | kiyo      | kiyo、Janne Da Arc、成田忍        | 4:07  |
| 10.       | 「Dear my…」                           | yasu        | ka-yu     | ka-yu、Janne Da Arc、成田忍       | 4:14  |
| 11.       | 「Mysterious (Album Mix)」             | yasu        | yasu      | yasu、Janne Da Arc、HΛL           | 4:13  |
| 合計時間: | 合計時間:                              | 合計時間:   | 合計時間: | 合計時間:                         | 44:53 |

### 解説
1. Nightmare
2. -救世主 メシア-
3. prism
4. Dry? (Album Mix)
7thシングルの表題曲のアルバムバージョン。
5. 7-seven-
6. NEO VENUS
8thシングルの表題曲。後にシングルカットされた。
7. will〜地図にない場所〜 (Album Mix)
5thシングルの表題曲のアルバムバージョン。
8. WARNING
9. Liar
10. Dear my…
後に11thシングル「feel the wind」のカップリング曲として、アレンジされ収録された。
11. Mysterious (Album Mix)
6thシングルの表題曲のアルバムバージョン。

## 参加ミュージシャン
Janne Da Arc
- yasu：Vocal
- you：Guitar
- ka-yu：Bass
- kiyo：Keyboards
- shuji：Drums

Support Musician
- 三沢またろう：Percussion (#9,10)